# ويليام تي غرين
ويليام تي غرين (بالإنجليزية: William T. Green)‏ هو محامي أمريكي، ولد في 1860 في كندا، وتوفي في 3 ديسمبر 1911.